# Waubeek (Wisconsin)
Waubeek – miasto w Stanach Zjednoczonych, w stanie Wisconsin, w hrabstwie Pepin.